# Mut
Mut (nghĩa là Mẹ trong tiếng Ai Cập cổ), là một vị thần nguyên thủy của Ai Cập cổ đại và được biết đến như mẹ của các vị nữ thần và nhiều khía cạnh khác nhau trong nền văn hóa thay đổi qua hàng ngàn năm. Một số cách viết khác của tên thần là Maut hay Mout.
Bà được biết với nhiều tên gọi như: "Người mẹ của thế giới", "Con mắt của thần Ra", "Người phụ nữ trên thiên đường", "Mẹ của các vị thần", "Người không được sinh ra từ bất cứ gì".

## Thần thoại
Nữ thần Mut thay thế hình ảnh của thần Amaunet - một người vợ của Amun trong thời kỳ Trung vương quốc. Sau khi Amun trở thành vị thần đứng đầu thì bà trở thành Nữ hoàng của các vị thần trong thời kỳ Tân vương quốc. Ban đầu thần chiến tranh Montu được xem là con của 2 người, nhưng dần bị thay thế bởi vị thần mặt trăng Khonsu. Bộ ba Theban gồm Amun, Mut và Khonsu được thờ cúng tại đền Amun ở Luxor.
Khi Amun kết hợp với thần mặt trời Ra, tức Amun-Ra, Mut được mang danh hiệu "Con mắt của thần Ra" (các nữ thần khác như Sekhmet, Hathor, Tefnut, Bastet và Wadjet cũng nhận danh hiệu này). Bà cũng liên kết sức mạnh với nhiều nữ thần khác như Mut - Isis - Nekhbet, Mut - Wadjet (có khi là Sekhmet) - Bastet, hoặc Mut- Sekhmet - Bastet - Menhit.

## Thờ cúng

Amun và Mut

Có nhiều đền thờ dành riêng cho bà trên khắp Ai Cập nhưng tập trung nhiều nhất vẫn tại đền Karnak. Việc thờ cúng, tế tự thần Mut đều do các nữ tu quản lý. Vương triều thứ 8 của Ai Cập, Pharaoh Hatshepsut đã tái lập khu đền thờ của bà vốn bị phá hoại do những ông vua ngoại quốc thuộc người Hyksos cai trị. Nữ hoàng Hatshepsut tự cho mình là hậu duệ của Mut, khiến bà có một tổ tiên khác là một vị thần và cha cùng ông bà, các pharaon cũng đã trở thành các vị thần sau khi chết.
Akhenaten đã đàn áp sự thờ phượng thần Mut cũng như các vị thần khác khi ông truyền bá tôn giáo độc thần. Tutankhamun và những người kế nhiệm đã tái thiết lập lại sự tôn thờ thần Mut.
Ramesses II đã cho xây dựng nhiều công trình trong ngôi đền của Mut, tu sửa một ngôi đền trước đó để thờ mình và Amun. Vợ ông, Nefertari Meritmut, tên bà cò nghĩa là "Nefertari, người được Mut yêu thương", cho thấy sự tôn sùng vị nữ thần này vào thời đó.

## Tham khảo

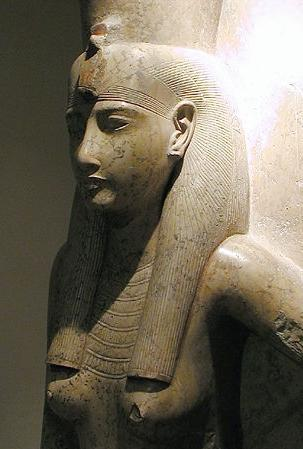
Tượng của Mut dưới thời Vương triều thứ 19